# KRC Genk in het seizoen 2013/14
Ook in het seizoen 2013/14 kreeg trainer Mario Been het vertrouwen van het Genkse bestuur. In de zomer van 2013 werd het team van de Nederlander versterkt met de terugkeer van Fabien Camus en de transfer van spits Ilombe Mboyo, die voor meer dan 4 miljoen euro van AA Gent naar Genk verhuisde. Invallers Elyaniv Barda en Glynor Plet waren de opvallendste vertrekkers bij de Limburgse club.
Maar ondanks een bijna ongewijzigde spelerskern kende Genk een moeilijk seizoensbegin. De Limburgers speelden wisselvallig en verloren twee van de eerste vier wedstrijden. Nadien kwam de kentering en werd Genk volgens enkele voetbalanalisten de best voetballende ploeg van België. Het team van Been pakte 26 op 30, versloeg onder meer Zulte Waregem (5-2), AA Gent (1-2) en Club Brugge (0-2) en rukte zo op naar de tweede plaats in het klassement. Ook in de UEFA Europa League toonde Genk zich van zijn beste kant. Dankzij zeges tegen Dynamo Kiev en FC Thun en twee gelijke spelen tegen Rapid Wien wisten de Limburgers zonder veel problemen Europees te overwinteren.
Maar vanaf november 2013 begon de malaise. Een 0-1 nederlaag tegen RSC Anderlecht werd het begin van een enorme lijdensweg voor het team van Been. De Limburgers, die tot even voordien als een titelkandidaat werden beschouwd, zakten in elkaar en verloren hun vertrouwen.  De nederlagen stapelden zich snel op en Genk zakte in enkele weken tijd van plaats twee naar plaats zes. Supporters bekritiseerden het bestuur, eisten dat er meer jeugdspelers opgesteld werden en viseerden bij hun protestacties vooral algemeen directeur Dirk Degraen en technisch directeur Gunther Jacob. Het dieptepunt werd bereikt toen het huis van Degraen bekogeld werd met een kassei.
Hoewel het bestuur zich in eerste instantie achter trainer Been schaarde, werd de druk op de Nederlander door de vele nederlagen en bekeruitschakeling tegen promovendus KV Oostende zo goed als onhoudbaar. Toen Genk in de heenwedstrijd van de  1/16 finale van de Europa League 0-0 gelijkspeelde tegen Anzji Machatsjkala en vervolgens met 0-2 verloor van degradatiekandidaat Waasland-Beveren mocht Been vertrekken. Een dag later volgde er een persconferentie waarop de fel bekritiseerde Degraen aan de aanwezige journalisten een applaus vroeg voor de pas ontslagen trainer.
Emilio Ferrera nam diezelfde dag het roer over en stelde dat "hij wist waar het probleem zat". Die opmerkelijke stelling werd gevolgd door een uitspraak van Mboyo, die zei dat hij "in één uur (onder Ferrera) meer had bijgeleerd dan in de laatste maanden (onder Been)." Toen bleek dat Genk ook onder de nieuwe trainer bleef verliezen en Mboyo nog steeds niet zijn oude niveau haalde, werden ook zij door de supporters op de korrel genomen. In het eerste duel van Ferrera verloor Genk kansloos van Anzji (0-2) en werd de club Europees uitgeschakeld. Op de laatste speeldag van de reguliere competitie kon Genk ook zijn plaats in play-off I kwijtspelen, maar een gelijkspel tegen KV Kortrijk bleek uiteindelijk voldoende om in de top zes te blijven.
In de play-offs slaagde Genk er niet in om Europees voetbal af te dwingen. De Limburgers kwamen niet weg van de zesde plaats. Ze verloren vijf duels en wisten zelf maar twee keer met de drie punten aan de haal te gaan. Ondanks de ondermaatse play-offs besloot het bestuur op 9 mei 2014 om het contract van Ferrera met twee seizoenen te verlengen.

## Spelerskern
| Nr.           | Naam                   | Nationaliteit      | Geboortedatum | Vorige club             |
| ------------- | ---------------------- | ------------------ | ------------- | ----------------------- |
| Keepers       |                        |                    |               |                         |
| 22            | Kristof Van Hout       | België             | 09-02-1987    | 2011-2012 KV Kortrijk   |
| 26            | László Köteles         | Hongarije          | 01-09-1984    | 2007-2009 Diósgyőri VTK |
| 30            | Brian Gielen           | België             | 23-09-1996    | /                       |
| 53            | Nordin Jackers         | België             | 05-09-1997    | /                       |
| 54            | Lennert Baerts         | België             | 07-04-1996    | /                       |
| Verdedigers   |                        |                    |               |                         |
| 2             | Kara Mbodj             | Senegal            | 11-11-1989    | 2010-2012 Tromsø IL     |
| 3             | Derrick Tshimanga      | België             | 06-11-1988    | 2008-2011 KSC Lokeren   |
| 5             | Kalidou Koulibaly      | Frankrijk          | 20-06-1991    | 2010-2012 FC Metz       |
| 11            | Brian Hamalainen       | Denemarken         | 29-05-1989    | 2011-2012 Zulte Waregem |
| 16            | Anele Ngcongca         | Zuid-Afrika        | 21-10-1987    | 2003-2007 FC Fortune    |
| 17            | Jeroen Simaeys         | België             | 12-05-1985    | 2007-2011 Club Brugge   |
| 40            | Sandy Walsh            | Nederland          | 14-03-1995    | /                       |
| Middenvelders |                        |                    |               |                         |
| 7             | Khaleem Hyland         | Trinidad en Tobago | 05-06-1989    | 2009-2011 Zulte Waregem |
| 10            | Julien Gorius          | Frankrijk          | 17-03-1985    | 2008-2012 KV Mechelen   |
| 15            | Fabien Camus           | Tunesië            | 28-02-1985    | 2012-2013 Troyes        |
| 19            | Thomas Buffel          | België             | 19-02-1981    | 2008-2009 Cercle Brugge |
| 36            | Ayub Masika            | Kenia              | 10-09-1992    | /                       |
| 37            | Jordy Croux            | België             | 15-01-1994    | /                       |
| 39            | Pieter Gerkens         | België             | 13-08-1995    | /                       |
| 45            | Bennard Kumordzi       | Ghana              | 21-03-1985    | 2012 Dijon              |
| Aanvallers    |                        |                    |               |                         |
| 6             | Kim Ojo                | Nigeria            | 02-12-1988    | 2010-2012 SK Brann      |
| 8             | Steeven Joseph-Monrose | Frankrijk          | 20-08-1990    | 2011-2012 KV Kortrijk   |
| 9             | Jelle Vossen           | België             | 22-03-1989    | 2009-2010 Cercle Brugge |
| 18            | Albian Muzaqi          | Albanië            | 24-11-1994    | 2012-2013 FC Eindhoven  |
| 21            | Sekou Cissé            | Ivoorkust          | 23-05-1985    | 2009-2013 Feyenoord     |
| 23            | Benjamin De Ceulaer    | België             | 19-12-1983    | 2010-2012 KSC Lokeren   |
| 38            | Siebe Schrijvers       | België             | 18-07-1996    | /                       |
| 99            | Ilombe Mboyo           | België             | 22-04-1987    | 2011-2013 AA Gent       |

Torben Joneleit maakte geen deel meer uit van de A-kern, maar was wel nog eigendom van Genk.

### Technische staf
|                    |                   |                 |                                |
| Functie            | Naam              | Nationaliteit   | Opmerking                      |
| Coach              | Emilio Ferrera    | België          | Vanaf 24 februari 2014.        |
| Coach              | Mario Been (foto) | Nederland       | Ontslagen op 23 februari 2014. |
| Assistent-coach    | Pierre Denier     | België          |                                |
| Assistent-coach    | Hans Visser       | Nederland       |                                |
| Keeperstrainer     | Guy Martens       | België          |                                |
| Physical-coach     | Peter Catteeuw    | België          |                                |
| Ploegafgevaardigde | Tony Greco        | Italië / België |                                |

## Resultaten
Een overzicht van de competities waaraan Genk in het seizoen 2013-2014 deelnam.
| Seizoen 2013/14    | Seizoen 2013/14 | Seizoen 2013/14                   |
| Competitie         | Resultaat       | Uitgeschakeld door / Tegenstander |
| ------------------ | --------------- | --------------------------------- |
| Jupiler Pro League | Zesde           |                                   |
| Beker van België   | Kwartfinale     | KV Oostende                       |
| Supercup           | Finalist        | RSC Anderlecht                    |
| Europa League      | 1/16 finale     | Anzji Machatsjkala                |

## Uitrustingen
Shirtsponsor(s): Beobank / Group Bruno

Sportmerk: Nike
| Thuis | Uit | Alternatief | Europa (uit) | Doelman | Doelman |

## Transfers

### Zomer
| Naam                  | Nationaliteit  | Van/naar          | Type           |
| --------------------- | -------------- | ----------------- | -------------- |
| Inkomend              |                |                   |                |
| Fabien Camus          | België         | Troyes            | Einde huur     |
| Ilombe Mboyo          | België         | AA Gent           | Gekocht        |
| Albian Muzaqi         | Albanië        | PSV               | Gekocht        |
| Kennedy Nwanganga     | Nigeria        | Beerschot AC      | Einde huur     |
| Uitgaand              |                |                   |                |
| Yves Kayiba Angani    | Congo-Kinshasa | FC Metz           | Verkocht       |
| Abel Masuero          | Argentinië     | Atlético Córdoba  | Verkocht       |
| Elyaniv Barda         | Israël         | Hapoel Beër Sjeva | Einde contract |
| Daniel Fernández      | Spanje         |                   | Einde contract |
| David Hubert          | België         | AA Gent           | Verkocht       |
| Nadson                | Brazilië       | Krylja Sovetov    | Verkocht       |
| Kennedy Nwanganga     | Nigeria        | KVC Westerlo      | Uitgeleend     |
| Glynor Plet           | Nederland      | FC Twente         | Einde huur     |
| Grzegorz Sandomierski | Polen          | Dinamo Zagreb     | Uitgeleend     |
| Leandro Trossard      | België         | KVC Westerlo      | Uitgeleend     |
| Stijn Wertelaers      | België         | Dessel Sport      | Uitgeleend     |

### Winter
| Naam             | Nationaliteit | Van/naar            | Type         |
| ---------------- | ------------- | ------------------- | ------------ |
| Inkomend         |               |                     |              |
| Sekou Cissé      | Ivoorkust     | Feyenoord           | Transfervrij |
| Uitgaand         |               |                     |              |
| Anthony Limbombe | België        | Lierse SK           | Uitgeleend   |
| Jordy Croux      | België        | Oud-Heverlee Leuven | Uitgeleend   |

## Supercup

### Wedstrijd
| Supercup                                                   |                |         |          | |                |
| Wedstrijddetails                                           | Thuisploeg     | Uitslag | Uitploeg | Opstelling | Kaarten        |
| Finale                                                     |                |         |          | |                |
| 21 juli 2013 16:00 Constant Vanden Stockstadion Anderlecht | RSC Anderlecht | 1-0     | KRC Genk | Köteles Anele (86' Croux), Koulibaly, Kara, Tshimanga Buffel, Hyland (76' Kumordzi), Gorius, Limbombe (66' Ojo) Vossen, De Ceulaer | 89' De Ceulaer |
| 21 juli 2013 16:00 Constant Vanden Stockstadion Anderlecht | 45+1' Bruno    | 1-0     |          | Köteles Anele (86' Croux), Koulibaly, Kara, Tshimanga Buffel, Hyland (76' Kumordzi), Gorius, Limbombe (66' Ojo) Vossen, De Ceulaer | 89' De Ceulaer |

## Jupiler Pro League

### Wedstrijden
| Wedstrijddetails                                           | Thuisploeg                                                | Uitslag                     | Uitploeg                                   | Opstelling | Kaarten                                                     |
| ---------------------------------------------------------- | --------------------------------------------------------- | --------------------------- | ------------------------------------------ | --- | ----------------------------------------------------------- |
| Heenronde                                                  |                                                           |                             |                                            | |                                                             |
| 27 juli 2013 20:00 Cristal Arena Genk                      | KRC Genk                                                  | 3-0                         | KV Oostende                                | Köteles Anele, Koulibaly, Kara, Tshimanga Buffel, Gorius, Hyland (80' Kumordzi), Limbombe (65' Camus) Vossen, De Ceulaer (74' Croux)            | 57' Limbombe 88' Vossen                                     |
| 27 juli 2013 20:00 Cristal Arena Genk                      | 14' Vossen 67' Camus 71' Buffel                           | 1-0 2-0 3-0                 |                                            | Köteles Anele, Koulibaly, Kara, Tshimanga Buffel, Gorius, Hyland (80' Kumordzi), Limbombe (65' Camus) Vossen, De Ceulaer (74' Croux)            | 57' Limbombe 88' Vossen                                     |
| 3 augustus 2013 20:00 Den Dreef Leuven                     | Oud-Heverlee Leuven                                       | 1-4                         | KRC Genk                                   | Köteles Anele, Koulibaly, Kara (78' Simaeys), Tshimanga (69' Hamalainen) Buffel, Gorius, Hyland, Limbombe (46' Camus) Vossen, De Ceulaer        | 31' Tshimanga 40' Kara                                      |
| 3 augustus 2013 20:00 Den Dreef Leuven                     | 86' Ngolok                                                | 0-1 0-2 0-3 0-4 1-4         | 45' Vossen 63' Buffel 66' Camus 72' Buffel | Köteles Anele, Koulibaly, Kara (78' Simaeys), Tshimanga (69' Hamalainen) Buffel, Gorius, Hyland, Limbombe (46' Camus) Vossen, De Ceulaer        | 31' Tshimanga 40' Kara                                      |
| 11 augustus 2013 20:30 Cristal Arena Genk                  | KRC Genk                                                  | 0-2                         | Standard Luik                              | Köteles Anele, Koulibaly, Kara, Tshimanga Gorius (80' Kumordzi), Hyland (70' Mboyo), Camus Buffel (80' Limbombe), Vossen, De Ceulaer            | 45+2' Gorius                                                |
| 11 augustus 2013 20:30 Cristal Arena Genk                  |                                                           | 0-1 0-2                     | 1' Ezekiel 90+4' Mpoku                     | Köteles Anele, Koulibaly, Kara, Tshimanga Gorius (80' Kumordzi), Hyland (70' Mboyo), Camus Buffel (80' Limbombe), Vossen, De Ceulaer            | 45+2' Gorius                                                |
| 17 augustus 2013 20:00 Daknamstadion Lokeren               | KSC Lokeren                                               | 3-1                         | KRC Genk                                   | Köteles Koulibaly, Simaeys, Kara, Tshimanga Camus, Kumordzi, Hyland (82' Limbombe), De Ceulaer (46' Buffel) Vossen, Mboyo                       | 32' De Ceulaer 50' Hyland 78' Tshimanga                     |
| 17 augustus 2013 20:00 Daknamstadion Lokeren               | 8' Harbaoui 76' Scholz 90+2' Vanaken                      | 1-0 1-1 2-1 3-1             | 60' Kumordzi                               | Köteles Koulibaly, Simaeys, Kara, Tshimanga Camus, Kumordzi, Hyland (82' Limbombe), De Ceulaer (46' Buffel) Vossen, Mboyo                       | 32' De Ceulaer 50' Hyland 78' Tshimanga                     |
| 25 augustus 2013 20:30 Cristal Arena Genk                  | KRC Genk                                                  | 1-0                         | Cercle Brugge                              | Köteles Koulibaly, Simaeys, Kara, Tshimanga Buffel (73' Limbombe), Camus, Hyland, De Ceulaer Vossen, Mboyo (82' Kumordzi)                       |                                                             |
| 25 augustus 2013 20:30 Cristal Arena Genk                  | 4' De Ceulaer                                             | 1-0                         |                                            | Köteles Koulibaly, Simaeys, Kara, Tshimanga Buffel (73' Limbombe), Camus, Hyland, De Ceulaer Vossen, Mboyo (82' Kumordzi)                       |                                                             |
| 1 september 2013 20:30 Stade du Pays Charleroi             | Sporting Charleroi                                        | 1-1                         | KRC Genk                                   | Köteles Anele, Koulibaly, Kara, Tshimanga Buffel, Kumordzi, Hyland, Camus (46' Limbombe) Vossen (79' Masika), Mboyo                             | 90+5' Kumordzi                                              |
| 1 september 2013 20:30 Stade du Pays Charleroi             | 21' Pollet                                                | 1-0 1-1                     | 29' Mboyo                                  | Köteles Anele, Koulibaly, Kara, Tshimanga Buffel, Kumordzi, Hyland, Camus (46' Limbombe) Vossen (79' Masika), Mboyo                             | 90+5' Kumordzi                                              |
| 15 september 2013 18:00 Cristal Arena Genk                 | KRC Genk                                                  | 5-2                         | Zulte Waregem                              | Köteles Anele, Koulibaly, Kara, Tshimanga Buffel (75' Monrose), Gorius, Hyland, Camus Vossen, Mboyo (78' Limbombe)                              | 51' Buffel 73' Koulibaly 87' Hyland                         |
| 15 september 2013 18:00 Cristal Arena Genk                 | 39' Mboyo 64' Mboyo 70' Vossen 72' Vossen 90+3' Gorius    | 0-1 1-1 2-1 3-1 4-1 4-2 5-2 | 4' Habibou 74' Hazard                      | Köteles Anele, Koulibaly, Kara, Tshimanga Buffel (75' Monrose), Gorius, Hyland, Camus Vossen, Mboyo (78' Limbombe)                              | 51' Buffel 73' Koulibaly 87' Hyland                         |
| 22 september 2013 20:30 Freethiel Beveren                  | Waasland-Beveren                                          | 0-0                         | KRC Genk                                   | Köteles Anele, Koulibaly, Kara, Tshimanga Gorius (82' Ojo), Hyland, Camus Buffel, Vossen, Limbombe (67' Monrose)                                | 75' Anele 86' Hyland 90+2' Monrose                          |
| 22 september 2013 20:30 Freethiel Beveren                  |                                                           |                             |                                            | Köteles Anele, Koulibaly, Kara, Tshimanga Gorius (82' Ojo), Hyland, Camus Buffel, Vossen, Limbombe (67' Monrose)                                | 75' Anele 86' Hyland 90+2' Monrose                          |
| 28 september 2013 20:00 Cristal Arena Genk                 | KRC Genk                                                  | 1-0                         | KV Mechelen                                | Köteles Anele, Koulibaly, Kara, Tshimanga Buffel, Gorius, Hyland (46' Kumordzi), Camus (80' De Ceulaer) Vossen, Ojo (62' Limbombe)              |                                                             |
| 28 september 2013 20:00 Cristal Arena Genk                 | 51' Gorius                                                | 1-0                         |                                            | Köteles Anele, Koulibaly, Kara, Tshimanga Buffel, Gorius, Hyland (46' Kumordzi), Camus (80' De Ceulaer) Vossen, Ojo (62' Limbombe)              |                                                             |
| 5 oktober 2013 14:30 Ghelamco Arena Gent                   | AA Gent                                                   | 1-2                         | KRC Genk                                   | Köteles Anele, Koulibaly, Kara, Tshimanga Buffel, Gorius, Hyland, Camus (90+1' Kumordzi) Vossen, De Ceulaer (74' Masika)                        | 44' Koulibaly 66' Buffel 90' Tshimanga                      |
| 5 oktober 2013 14:30 Ghelamco Arena Gent                   | 31' Privat                                                | 1-0 1-1 1-2                 | 54' Vossen 60' Koulibaly                   | Köteles Anele, Koulibaly, Kara, Tshimanga Buffel, Gorius, Hyland, Camus (90+1' Kumordzi) Vossen, De Ceulaer (74' Masika)                        | 44' Koulibaly 66' Buffel 90' Tshimanga                      |
| 19 oktober 2013 20:00 Cristal Arena Genk                   | KRC Genk                                                  | 4-0                         | Lierse SK                                  | Köteles Anele, Koulibaly, Kara, Tshimanga Buffel (62' Masika), Gorius, Kumordzi, Camus (78' Limbombe) Vossen, De Ceulaer (69' Schrijvers)       |                                                             |
| 19 oktober 2013 20:00 Cristal Arena Genk                   | 28' Tshimanga 35' Kumordzi 45+2' Koulibaly 76' Schrijvers | 1-0 2-0 3-0 4-0             |                                            | Köteles Anele, Koulibaly, Kara, Tshimanga Buffel (62' Masika), Gorius, Kumordzi, Camus (78' Limbombe) Vossen, De Ceulaer (69' Schrijvers)       |                                                             |
| 27 oktober 2013 14:30 Jan Breydelstadion Brugge            | Club Brugge                                               | 0-2                         | KRC Genk                                   | Köteles Anele, Koulibaly, Kara, Tshimanga Buffel, Gorius (86' Kumordzi), Hyland, Camus Vossen (79' Ojo), De Ceulaer (90' Limbombe)              | 21' Hyland 24' Anele 81' Camus                              |
| 27 oktober 2013 14:30 Jan Breydelstadion Brugge            |                                                           | 0-1 0-2                     | 43' Vossen 85' Hyland                      | Köteles Anele, Koulibaly, Kara, Tshimanga Buffel, Gorius (86' Kumordzi), Hyland, Camus Vossen (79' Ojo), De Ceulaer (90' Limbombe)              | 21' Hyland 24' Anele 81' Camus                              |
| 30 oktober 2013 20:30 Cristal Arena Genk                   | KRC Genk                                                  | 1-0                         | KV Kortrijk                                | Köteles Anele, Koulibaly, Kara, Tshimanga Buffel, Gorius, Hyland, Camus Vossen (90+2' Ojo), De Ceulaer (71' Kumordzi)                           | 21' Koulibaly 90+3' Hyland                                  |
| 30 oktober 2013 20:30 Cristal Arena Genk                   | 68' Vossen                                                | 1-0                         |                                            | Köteles Anele, Koulibaly, Kara, Tshimanga Buffel, Gorius, Hyland, Camus Vossen (90+2' Ojo), De Ceulaer (71' Kumordzi)                           | 21' Koulibaly 90+3' Hyland                                  |
| 2 november 2013 20:00 Stade Charles Tondreau Bergen        | RAEC Mons                                                 | 2-3                         | KRC Genk                                   | Köteles Anele, Koulibaly, Kara, Tshimanga Buffel (66' Ojo), Gorius, Kumordzi, Camus Vossen, De Ceulaer (62' Limbombe)                           | 42' Tshimanga                                               |
| 2 november 2013 20:00 Stade Charles Tondreau Bergen        | 74' Jarju 76' Arbitman                                    | 0-1 0-2 0-3 1-3 2-3         | 5' Gorius 52' Vossen 56' Camus             | Köteles Anele, Koulibaly, Kara, Tshimanga Buffel (66' Ojo), Gorius, Kumordzi, Camus Vossen, De Ceulaer (62' Limbombe)                           | 42' Tshimanga                                               |
| 10 november 2013 18:00 Cristal Arena Genk                  | KRC Genk                                                  | 0-1                         | RSC Anderlecht                             | Köteles Anele, Koulibaly, Kara, Tshimanga Buffel, Gorius (80' Kumordzi), Hyland, Camus Vossen (35' Simaeys), De Ceulaer (87' Ojo)               | 10' Kara 10' Buffel 90+1' Hyland                            |
| 10 november 2013 18:00 Cristal Arena Genk                  |                                                           | 0-1                         | 79' Mbemba                                 | Köteles Anele, Koulibaly, Kara, Tshimanga Buffel, Gorius (80' Kumordzi), Hyland, Camus Vossen (35' Simaeys), De Ceulaer (87' Ojo)               | 10' Kara 10' Buffel 90+1' Hyland                            |
| Terugronde                                                 |                                                           |                             |                                            | |                                                             |
| 23 november 2013 20:00 Albertparkstadion Oostende          | KV Oostende                                               | 4-0                         | KRC Genk                                   | Köteles Anele, Koulibaly, Simaeys, Tshimanga Buffel (46' Croux), Gorius, Hyland (46' Kumordzi), Camus Vossen, De Ceulaer (46' Ojo)              | 41' De Ceulaer 89' Vossen                                   |
| 23 november 2013 20:00 Albertparkstadion Oostende          | 15' Depoitre 19' Mushekwi 43' De Schutter 60' Brouckaert  | 1-0 2-0 3-0 4-0             |                                            | Köteles Anele, Koulibaly, Simaeys, Tshimanga Buffel (46' Croux), Gorius, Hyland (46' Kumordzi), Camus Vossen, De Ceulaer (46' Ojo)              | 41' De Ceulaer 89' Vossen                                   |
| 1 december 2013 20:30 Cristal Arena Genk                   | KRC Genk                                                  | 3-0                         | Oud-Heverlee Leuven                        | Van Hout Anele, Koulibaly, Simaeys, Tshimanga Hyland, Gorius, Kumordzi (87' Gerkens) De Ceulaer (52' Masika), Vossen, Limbombe (82' Schrijvers) |                                                             |
| 1 december 2013 20:30 Cristal Arena Genk                   | 48' Kumordzi 69' Gorius 88' Gorius                        | 1-0 2-0 3-0                 |                                            | Van Hout Anele, Koulibaly, Simaeys, Tshimanga Hyland, Gorius, Kumordzi (87' Gerkens) De Ceulaer (52' Masika), Vossen, Limbombe (82' Schrijvers) |                                                             |
| 7 december 2013 20:00 Cristal Arena Genk                   | KRC Genk                                                  | 0-2                         | KSC Lokeren                                | Van Hout Anele, Kara, Koulibaly (41' Simaeys), Tshimanga Hyland (74' Schrijvers), Gorius, Kumordzi Masika (64' Limbombe), Vossen, Buffel        | 32' Kumordzi 33' Hyland 85' Anele                           |
| 7 december 2013 20:00 Cristal Arena Genk                   |                                                           | 0-1 0-2                     | 10' Dutra 35' Vanaken                      | Van Hout Anele, Kara, Koulibaly (41' Simaeys), Tshimanga Hyland (74' Schrijvers), Gorius, Kumordzi Masika (64' Limbombe), Vossen, Buffel        | 32' Kumordzi 33' Hyland 85' Anele                           |
| 14 december 2013 14:30 Stade Maurice Dufrasne Luik         | Standard Luik                                             | 3-1                         | KRC Genk                                   | Van Hout Anele, Kara, Simaeys, Tshimanga Hyland, Gorius, Kumordzi (67' Masika) Buffel (79' Monrose), Vossen, Camus (79' Limbombe)               | 38' Kumordzi 68' Camus                                      |
| 14 december 2013 14:30 Stade Maurice Dufrasne Luik         | 61' Mpoku 62' Mujangi Bia 77' Mujangi Bia                 | 1-0 2-0 3-0 3-1             | 90' Monrose                                | Van Hout Anele, Kara, Simaeys, Tshimanga Hyland, Gorius, Kumordzi (67' Masika) Buffel (79' Monrose), Vossen, Camus (79' Limbombe)               | 38' Kumordzi 68' Camus                                      |
| 21 december 2013 18:00 Jan Breydelstadion Brugge           | Cercle Brugge                                             | 1-0                         | KRC Genk                                   | Van Hout Anele, Kara, Hyland, Tshimanga (45' Hamalainen) Gorius, Kumordzi (60' Mboyo), Camus Masika (72' Buffel), Vossen, Monrose               | 45' Tshimanga                                               |
| 21 december 2013 18:00 Jan Breydelstadion Brugge           | 16' Buysse                                                | 1-0                         |                                            | Van Hout Anele, Kara, Hyland, Tshimanga (45' Hamalainen) Gorius, Kumordzi (60' Mboyo), Camus Masika (72' Buffel), Vossen, Monrose               | 45' Tshimanga                                               |
| 26 december 2013 14:30 Cristal Arena Genk                  | KRC Genk                                                  | 0-3                         | Sporting Charleroi                         | Van Hout Anele, Kara, Hyland, Hamalainen Buffel (72' Masika), Gorius, Kumordzi, Camus (56' Monrose) Vossen, Mboyo                               | 73' Vossen                                                  |
| 26 december 2013 14:30 Cristal Arena Genk                  |                                                           | 0-1 0-2 0-3                 | 45+2' Pollet 85' Pollet 87' Milicevic      | Van Hout Anele, Kara, Hyland, Hamalainen Buffel (72' Masika), Gorius, Kumordzi, Camus (56' Monrose) Vossen, Mboyo                               | 73' Vossen                                                  |
| 18 januari 2014 20:00 Regenboogstadion Waregem             | Zulte Waregem                                             | 1-0                         | KRC Genk                                   | Köteles Anele, Kara, Koulibaly, Hamalainen Camus (84' Masika), Hyland (61' Kumordzi), Gerkens, Cissé Vossen, Mboyo (65' Monrose)                |                                                             |
| 18 januari 2014 20:00 Regenboogstadion Waregem             | 57' Skúlason                                              | 1-0                         |                                            | Köteles Anele, Kara, Koulibaly, Hamalainen Camus (84' Masika), Hyland (61' Kumordzi), Gerkens, Cissé Vossen, Mboyo (65' Monrose)                |                                                             |
| 26 januari 2014 14:30 Cristal Arena Genk                   | KRC Genk                                                  | 1-2                         | AA Gent                                    | Köteles Anele, Kara, Koulibaly, Tshimanga Camus (76' Masika), Gorius (80' Kumordzi), Gerkens Monrose (72' Schrijvers), Vossen, Cissé            | 42' Anele 51' Cissé                                         |
| 26 januari 2014 14:30 Cristal Arena Genk                   | 26' Vossen                                                | 0-1 1-1 1-2                 | 9' Kagé 45' Soumahoro                      | Köteles Anele, Kara, Koulibaly, Tshimanga Camus (76' Masika), Gorius (80' Kumordzi), Gerkens Monrose (72' Schrijvers), Vossen, Cissé            | 42' Anele 51' Cissé                                         |
| 1 februari 2014 20:00 Achter de Kazerne Mechelen           | KV Mechelen                                               | 0-2                         | KRC Genk                                   | Köteles Anele, Kara, Koulibaly, Tshimanga Gorius, Kumordzi (72' Camus), Gerkens Buffel (90' Monrose), Vossen, Cissé (83' De Ceulaer)            |                                                             |
| 1 februari 2014 20:00 Achter de Kazerne Mechelen           |                                                           | 0-1 0-2                     | 41' Vossen 57' Cissé                       | Köteles Anele, Kara, Koulibaly, Tshimanga Gorius, Kumordzi (72' Camus), Gerkens Buffel (90' Monrose), Vossen, Cissé (83' De Ceulaer)            |                                                             |
| 9 februari 2014 18:00 Cristal Arena Genk                   | KRC Genk                                                  | 1-3                         | Club Brugge                                | Köteles Anele, Kara, Koulibaly, Tshimanga Gorius, Gerkens (84' Kumordzi), Camus (65' Mboyo) Buffel, Vossen, Cissé (76' De Ceulaer)              |                                                             |
| 9 februari 2014 18:00 Cristal Arena Genk                   | 31' Gerkens                                               | 1-0 1-1 1-2 1-3             | 45' Odjidja 57' Engels 90+2' Castillo      | Köteles Anele, Kara, Koulibaly, Tshimanga Gorius, Gerkens (84' Kumordzi), Camus (65' Mboyo) Buffel, Vossen, Cissé (76' De Ceulaer)              |                                                             |
| 15 februari 2014 20:00 Herman Vanderpoortenstadion Lier    | Lierse SK                                                 | 0-1                         | KRC Genk                                   | Köteles Kara, Simaeys, Koulibaly, Tshimanga Gorius, Kumordzi, Gerkens (85' Hyland) De Ceulaer (64' Buffel), Vossen, Cissé (77' Mboyo)           | 25' De Ceulaer 39' Cissé 84' Koulibaly 90+3' Buffel         |
| 15 februari 2014 20:00 Herman Vanderpoortenstadion Lier    |                                                           | 0-1                         | 82' Gorius                                 | Köteles Kara, Simaeys, Koulibaly, Tshimanga Gorius, Kumordzi, Gerkens (85' Hyland) De Ceulaer (64' Buffel), Vossen, Cissé (77' Mboyo)           | 25' De Ceulaer 39' Cissé 84' Koulibaly 90+3' Buffel         |
| 23 februari 2014 20:30 Cristal Arena Genk                  | KRC Genk                                                  | 0-2                         | Waasland-Beveren                           | Köteles Kara, Simaeys, Koulibaly, Tshimanga Buffel (46' Camus), Hyland (64' Kumordzi), Gerkens, De Ceulaer Vossen, Mboyo (46' Cissé)            | 81' Camus                                                   |
| 23 februari 2014 20:30 Cristal Arena Genk                  |                                                           | 0-1 0-2                     | 31' Henkens 49' Oumarou                    | Köteles Kara, Simaeys, Koulibaly, Tshimanga Buffel (46' Camus), Hyland (64' Kumordzi), Gerkens, De Ceulaer Vossen, Mboyo (46' Cissé)            | 81' Camus                                                   |
| 2 maart 2014 18:00 Constant Vanden Stockstadion Anderlecht | RSC Anderlecht                                            | 2-0                         | KRC Genk                                   | Van Hout Anele, Simaeys, Kara, Hamalainen Gorius (75' Hyland), Kumordzi, Camus (83' Koulibaly) Buffel, Mboyo (56' Cissé), De Ceulaer            | 22' Buffel 53' Hamalainen 81' Kara                          |
| 2 maart 2014 18:00 Constant Vanden Stockstadion Anderlecht | 63' Mitrovic 90+1' Pollet                                 | 1-0 2-0                     |                                            | Van Hout Anele, Simaeys, Kara, Hamalainen Gorius (75' Hyland), Kumordzi, Camus (83' Koulibaly) Buffel, Mboyo (56' Cissé), De Ceulaer            | 22' Buffel 53' Hamalainen 81' Kara                          |
| 8 maart 2014 20:00 Cristal Arena Genk                      | KRC Genk                                                  | 3-1                         | RAEC Mons                                  | Van Hout Anele, Simaeys, Koulibaly, Hamalainen Gorius, Kumordzi, Camus (76' Schrijvers) De Ceulaer (87' Hyland), Vossen, Mboyo (60' Cissé)      | 29' Simaeys 84' Simaeys                                     |
| 8 maart 2014 20:00 Cristal Arena Genk                      | 44' Gorius 66' Vossen 90+3' Gorius                        | 1-0 2-0 2-1 3-1             | 86' Matthys                                | Van Hout Anele, Simaeys, Koulibaly, Hamalainen Gorius, Kumordzi, Camus (76' Schrijvers) De Ceulaer (87' Hyland), Vossen, Mboyo (60' Cissé)      | 29' Simaeys 84' Simaeys                                     |
| 16 maart 2014 18:00 Guldensporenstadion Kortrijk           | KV Kortrijk                                               | 2-2                         | KRC Genk                                   | Van Hout Anele, Hyland, Koulibaly, Hamalainen Gorius, Kumordzi, Camus (76' Gerkens) Buffel, Vossen (32' Mboyo), De Ceulaer (61' Cissé)          | 12' Koulibaly 39' De Ceulaer 49' Kumordzi                   |
| 16 maart 2014 18:00 Guldensporenstadion Kortrijk           | 9' Pavlović 14' De Smet                                   | 1-0 2-0 2-1 2-2             | 47' Gorius 63' Cissé                       | Van Hout Anele, Hyland, Koulibaly, Hamalainen Gorius, Kumordzi, Camus (76' Gerkens) Buffel, Vossen (32' Mboyo), De Ceulaer (61' Cissé)          | 12' Koulibaly 39' De Ceulaer 49' Kumordzi                   |
| Play-off I                                                 |                                                           |                             |                                            | |                                                             |
| 29 maart 2014 20:00 Cristal Arena Genk                     | KRC Genk                                                  | 0-3                         | Zulte Waregem                              | Köteles Anele, Simaeys, Kumordzi, Hamalainen (89' Tshimanga) Gerkens (59' Camus), Hyland, Gorius Buffel, Mboyo (78' De Ceulaer), Cissé          | 45+2' Hyland                                                |
| 29 maart 2014 20:00 Cristal Arena Genk                     |                                                           | 0-1 0-2 0-3                 | 21' Sylla 61' Conte 90+4' Hazard           | Köteles Anele, Simaeys, Kumordzi, Hamalainen (89' Tshimanga) Gerkens (59' Camus), Hyland, Gorius Buffel, Mboyo (78' De Ceulaer), Cissé          | 45+2' Hyland                                                |
| 5 april 2014 20:00 Daknamstadion Lokeren                   | KSC Lokeren                                               | 1-1                         | KRC Genk                                   | Köteles Anele (72' Gorius), Simaeys, Koulibaly, Hamalainen Buffel, Kumordzi, Hyland, Camus (79' De Ceulaer) Vossen, Cissé (88' Mboyo)           | 15' Camus 27' Anele 44' Hyland 62' Kumordzi 90+1' Koulibaly |
| 5 april 2014 20:00 Daknamstadion Lokeren                   | 7' Vanaken                                                | 1-0 1-1                     | 13' Anele                                  | Köteles Anele (72' Gorius), Simaeys, Koulibaly, Hamalainen Buffel, Kumordzi, Hyland, Camus (79' De Ceulaer) Vossen, Cissé (88' Mboyo)           | 15' Camus 27' Anele 44' Hyland 62' Kumordzi 90+1' Koulibaly |
| 13 april 2014 18:00 Cristal Arena Genk                     | KRC Genk                                                  | 2-2                         | Standard Luik                              | Köteles Koulibaly, Kara, Simaeys, Tshimanga Buffel (64' Cissé), Gorius, Gerkens, Camus (75' Mboyo) Vossen, Schrijvers (84' Masika)              | 34' Schrijvers                                              |
| 13 april 2014 18:00 Cristal Arena Genk                     | 8' Vossen 59' Schrijvers                                  | 1-0 1-1 1-2 2-2             | 41' Bulot 51' Batshuayi                    | Köteles Koulibaly, Kara, Simaeys, Tshimanga Buffel (64' Cissé), Gorius, Gerkens, Camus (75' Mboyo) Vossen, Schrijvers (84' Masika)              | 34' Schrijvers                                              |
| 16 april 2014 20:30 Jan Breydelstadion Brugge              | Club Brugge                                               | 2-0                         | KRC Genk                                   | Köteles Anele, Kara (71' Simaeys), Koulibaly, Hamalainen Schrijvers (69' Gorius), Kumordzi, Gerkens, Camus Vossen (61' Cissé), Mboyo            | 15' Kumordzi 65' Kumordzi 75' Simaeys                       |
| 16 april 2014 20:30 Jan Breydelstadion Brugge              | 71' Jørgensen 88' De Sutter                               | 1-0 2-0                     |                                            | Köteles Anele, Kara (71' Simaeys), Koulibaly, Hamalainen Schrijvers (69' Gorius), Kumordzi, Gerkens, Camus Vossen (61' Cissé), Mboyo            | 15' Kumordzi 65' Kumordzi 75' Simaeys                       |
| 21 april 2014 18:00 Cristal Arena Genk                     | KRC Genk                                                  | 1-0                         | RSC Anderlecht                             | Köteles Anele, Walsh, Koulibaly, Hamalainen Buffel (90+3' Masika), Gerkens, Gorius, Cissé (87' Mboyo) Schrijvers (56' Camus), Vossen            | 61' Koulibaly 64' Buffel 70' Camus 75' Anele                |
| 21 april 2014 18:00 Cristal Arena Genk                     | 89' Buffel                                                | 1-0                         |                                            | Köteles Anele, Walsh, Koulibaly, Hamalainen Buffel (90+3' Masika), Gerkens, Gorius, Cissé (87' Mboyo) Schrijvers (56' Camus), Vossen            | 61' Koulibaly 64' Buffel 70' Camus 75' Anele                |
| 25 april 2014 20:30 Regenboogstadion Waregem               | Zulte Waregem                                             | 2-2                         | KRC Genk                                   | Köteles Anele, Kara, Koulibaly, Tshimanga Buffel, Kumordzi, Gorius, Cissé Vossen (86' Schrijvers), Mboyo                                        | 71' Buffel 88' Gorius                                       |
| 25 april 2014 20:30 Regenboogstadion Waregem               | 20' Hazard 65' Sylla                                      | 0-1 1-1 1-2 2-2             | 10' Mboyo 56' Buffel                       | Köteles Anele, Kara, Koulibaly, Tshimanga Buffel, Kumordzi, Gorius, Cissé Vossen (86' Schrijvers), Mboyo                                        | 71' Buffel 88' Gorius                                       |
| 3 mei 2014 18:00 Cristal Arena Genk                        | KRC Genk                                                  | 1-2                         | KSC Lokeren                                | Köteles Anele, Kara, Koulibaly, Tshimanga Buffel, Kumordzi, Gerkens (69' Gorius), Cissé (85' Schrijvers) Vossen, Mboyo                          | 35' Anele 71' Kumordzi                                      |
| 3 mei 2014 18:00 Cristal Arena Genk                        | 45+1' Buffel                                              | 0-1 1-1 1-2                 | 32' Vanaken 63' Marić                      | Köteles Anele, Kara, Koulibaly, Tshimanga Buffel, Kumordzi, Gerkens (69' Gorius), Cissé (85' Schrijvers) Vossen, Mboyo                          | 35' Anele 71' Kumordzi                                      |
| 11 mei 2014 18:00 Constant Vanden Stockstadion Anderlecht  | RSC Anderlecht                                            | 4-0                         | KRC Genk                                   | Köteles Anele, Kara, Walsh, Tshimanga Buffel (81' Cissé), Hyland, Gorius, Camus (54' Schrijvers) Vossen, Mboyo                                  |                                                             |
| 11 mei 2014 18:00 Constant Vanden Stockstadion Anderlecht  | 16' Bruno 45' Najar 53' Bruno 81' Praet                   | 1-0 2-0 3-0 4-0             |                                            | Köteles Anele, Kara, Walsh, Tshimanga Buffel (81' Cissé), Hyland, Gorius, Camus (54' Schrijvers) Vossen, Mboyo                                  |                                                             |
| 15 mei 2014 20:30 Cristal Arena Genk                       | KRC Genk                                                  | 3-2                         | Club Brugge                                | Köteles Anele, Kara, Walsh, Hamalainen (79' Tshimanga) Buffel, Gorius, Kumordzi, Schrijvers Vossen, Mboyo                                       | 73' Mboyo 79' Vossen 80' Kumordzi                           |
| 15 mei 2014 20:30 Cristal Arena Genk                       | 24' De Bock (own) 55' Kumordzi 83' Mboyo                  | 1-0 1-2 2-1 2-2 3-2         | 32' Lestienne 72' Sobota                   | Köteles Anele, Kara, Walsh, Hamalainen (79' Tshimanga) Buffel, Gorius, Kumordzi, Schrijvers Vossen, Mboyo                                       | 73' Mboyo 79' Vossen 80' Kumordzi                           |
| 18 mei 2014 14:30 Stade Maurice Dufrasne Luik              | Standard Luik                                             | 1-0                         | KRC Genk                                   | Köteles Anele, Kara, Walsh, Tshimanga Buffel, Gorius, Kumordzi, Schrijvers (54' Cissé) Vossen, Mboyo                                            | 15' Tshimanga 48' Gorius 49' Schrijvers 90' Buffel          |
| 18 mei 2014 14:30 Stade Maurice Dufrasne Luik              | 3' Carcela                                                | 1-0                         |                                            | Köteles Anele, Kara, Walsh, Tshimanga Buffel, Gorius, Kumordzi, Schrijvers (54' Cissé) Vossen, Mboyo                                            | 15' Tshimanga 48' Gorius 49' Schrijvers 90' Buffel          |

### Overzicht
| Speeldag  | 1 | 2 | 3 | 4 | 5 | 6  | 7  | 8  | 9  | 10 | 11 | 12 | 13 | 14 | 15 | 16 | 17 | 18 | 19 | 20 | 21 | 22 | 23 | 24 | 25 | 26 | 27 | 28 | 29 | 30 |  | 1  | 2  | 3  | 4  | 5  | 6  | 7  | 8  | 9  | 10 |
| --------- | - | - | - | - | - | -- | -- | -- | -- | -- | -- | -- | -- | -- | -- | -- | -- | -- | -- | -- | -- | -- | -- | -- | -- | -- | -- | -- | -- | -- |  | -- | -- | -- | -- | -- | -- | -- | -- | -- | -- |
| Resultaat | w | w | v | v | w | g  | w  | g  | w  | w  | w  | w  | w  | w  | v  | v  | w  | v  | v  | v  | v  | v  | v  | w  | v  | w  | v  | v  | w  | g  |  | v  | g  | g  | v  | w  | g  | v  | v  | w  | v  |
| Punten    | 3 | 6 | 6 | 6 | 9 | 10 | 13 | 14 | 17 | 20 | 23 | 26 | 29 | 32 | 32 | 32 | 35 | 35 | 35 | 35 | 35 | 35 | 35 | 38 | 38 | 41 | 41 | 41 | 44 | 45 |  | 23 | 24 | 25 | 25 | 28 | 29 | 29 | 29 | 32 | 32 |
| Positie   | 1 | 1 | 6 | 8 | 6 | 7  | 6  | 6  | 5  | 4  | 4  | 2  | 2  | 2  | 2  | 4  | 4  | 5  | 5  | 5  | 6  | 6  | 6  | 6  | 6  | 6  | 6  | 6  | 6  | 6  |  | 6  | 6  | 6  | 6  | 6  | 6  | 6  | 6  | 6  | 6  |

### Klassement voor de Play-offs
|        |    |                     | P  | W  | G  | V  | +  | -  | DS  | Ptn |
| ------ | -- | ------------------- | -- | -- | -- | -- | -- | -- | --- | --- |
| PO I   | 1  | Standard Luik       | 30 | 20 | 7  | 3  | 59 | 17 | +42 | 67  |
| PO I   | 2  | Club Brugge         | 30 | 19 | 6  | 5  | 54 | 28 | +26 | 63  |
| PO I   | 3  | RSC Anderlecht      | 30 | 18 | 3  | 9  | 61 | 31 | +30 | 57  |
| PO I   | 4  | SV Zulte Waregem    | 30 | 14 | 11 | 5  | 51 | 38 | +13 | 53  |
| PO I   | 5  | KSC Lokeren OV      | 30 | 15 | 6  | 9  | 48 | 31 | +17 | 51  |
| PO I   | 6  | KRC Genk            | 30 | 14 | 3  | 13 | 42 | 39 | +3  | 45  |
| PO II  | 7  | AA Gent             | 30 | 12 | 8  | 10 | 39 | 37 | +2  | 44  |
| PO II  | 8  | KV Kortrijk         | 30 | 10 | 9  | 11 | 42 | 44 | −2  | 39  |
| PO II  | 9  | KV Oostende         | 30 | 9  | 7  | 14 | 28 | 46 | −18 | 34  |
| PO II  | 10 | Sporting Charleroi  | 30 | 8  | 10 | 12 | 36 | 41 | −5  | 34  |
| PO II  | 11 | Cercle Brugge       | 30 | 9  | 6  | 15 | 29 | 55 | −26 | 33  |
| PO II  | 12 | Lierse SK           | 30 | 9  | 5  | 16 | 36 | 53 | −17 | 32  |
| PO II  | 13 | KV Mechelen         | 30 | 8  | 7  | 15 | 34 | 51 | −17 | 31  |
| PO II  | 14 | Waasland-Beveren    | 30 | 6  | 13 | 11 | 28 | 35 | −7  | 31  |
| PO III | 15 | Oud-Heverlee Leuven | 30 | 6  | 9  | 15 | 30 | 47 | −17 | 27  |
| PO III | 16 | RAEC Mons           | 30 | 6  | 4  | 20 | 29 | 53 | −24 | 22  |

### Klassement Play-off I
|           | #  | Club           | GS | W | G | V | DV | DT | DS  | PTN |
| --------- | -- | -------------- | -- | - | - | - | -- | -- | --- | --- |
| K         | 1. | RSC Anderlecht | 10 | 7 | 1 | 2 | 17 | 6  | +11 | 51  |
| CL        | 2. | Standard Luik  | 10 | 4 | 3 | 3 | 14 | 11 | +3  | 49  |
| EL        | 3. | Club Brugge    | 10 | 5 | 1 | 4 | 16 | 11 | +5  | 48  |
| (barrage) | 4. | Zulte Waregem  | 10 | 4 | 2 | 4 | 16 | 15 | +1  | 41  |
| (beker)   | 5. | KSC Lokeren    | 10 | 2 | 2 | 6 | 14 | 25 | −11 | 34  |
|           | 6. | KRC Genk       | 10 | 2 | 3 | 5 | 10 | 19 | −9  | 32  |

### Statistieken
| Nr. | Naam                   | Wed. |    |   |   |    |    |
| --- | ---------------------- | ---- | -- | - | - | -- | -- |
| 2   | Kara Mbodj             | 33   | 0  | 1 | 2 | 0  | 2  |
| 3   | Derrick Tshimanga      | 33   | 1  | 6 | 0 | 2  | 2  |
| 5   | Kalidou Koulibaly      | 32   | 2  | 6 | 0 | 1  | 1  |
| 6   | Kim Ojo                | 7    | 0  | 0 | 0 | 6  | 1  |
| 7   | Khaleem Hyland         | 28   | 1  | 9 | 0 | 3  | 8  |
| 8   | Steeven Joseph-Monrose | 8    | 1  | 1 | 0 | 6  | 1  |
| 9   | Jelle Vossen           | 38   | 12 | 4 | 0 | 0  | 7  |
| 10  | Julien Gorius          | 35   | 9  | 3 | 0 | 3  | 6  |
| 11  | Brian Hamalainen       | 11   | 0  | 1 | 0 | 2  | 2  |
| 15  | Fabien Camus           | 33   | 3  | 4 | 1 | 6  | 15 |
| 16  | Anele Ngcongca         | 36   | 1  | 7 | 0 | 0  | 1  |
| 17  | Jeroen Simaeys         | 15   | 0  | 1 | 1 | 4  | 0  |
| 18  | Albian Muzaqi          | 0    | 0  | 0 | 0 | 0  | 0  |
| 19  | Thomas Buffel          | 35   | 6  | 8 | 0 | 3  | 13 |
| 21  | Sekou Cissé            | 18   | 2  | 2 | 0 | 8  | 6  |
| 22  | Kristof Van Hout       | 8    | 0  | 0 | 0 | 0  | 0  |
| 23  | Benjamin De Ceulaer    | 22   | 1  | 4 | 0 | 5  | 12 |
| 26  | László Köteles         | 31   | 0  | 0 | 0 | 0  | 0  |
| 35  | Anthony Limbombe       | 15   | 0  | 1 | 0 | 11 | 4  |
| 36  | Ayub Masika            | 12   | 0  | 0 | 0 | 10 | 2  |
| 37  | Jordy Croux            | 2    | 0  | 0 | 0 | 2  | 0  |
| 38  | Siebe Schrijvers       | 12   | 2  | 1 | 0 | 7  | 3  |
| 39  | Pieter Gerkens         | 13   | 1  | 0 | 0 | 3  | 2  |
| 40  | Sandy Walsh            | 4    | 0  | 0 | 0 | 0  | 0  |
| 45  | Bennard Kumordzi       | 34   | 4  | 7 | 1 | 13 | 4  |
| 99  | Ilombe Mboyo           | 24   | 5  | 1 | 0 | 8  | 7  |

## Beker van België

### Wedstrijden
| Beker van België                                 |               |                 |                               | |                      |
| Wedstrijddetails                                 | Thuisploeg    | Uitslag         | Uitploeg                      | Opstelling | Kaarten              |
| 1/16 finale                                      |               |                 |                               | |                      |
| 25 september 2013 20:00 Cristal Arena Genk       | KRC Genk      | 3-1             | AFC Tubize (II)               | Köteles Walsh, Simaeys, Koulibaly, Hamalainen Hyland (45' Camus), Kumordzi, Ayub (56' Ojo) Schrijvers, Vossen, Monrose (81' Limbombe) |                      |
| 25 september 2013 20:00 Cristal Arena Genk       | 36' Doumbouya | 0-1 1-1 2-1 3-1 | 59' Vossen 75' Ojo 85' Vossen | Köteles Walsh, Simaeys, Koulibaly, Hamalainen Hyland (45' Camus), Kumordzi, Ayub (56' Ojo) Schrijvers, Vossen, Monrose (81' Limbombe) |                      |
| 1/8 finale                                       |               |                 |                               | |                      |
| 4 december 2013 20:00 Achter de Kazerne Mechelen | KV Mechelen   | 1-2             | KRC Genk                      | Van Hout Anele, Kara, Koulibaly, Tshimanga Hyland, Kumordzi, Gerkens (61' Limbombe), Gorius (87' Schrijvers) Masika, Vossen           |                      |
| 4 december 2013 20:00 Achter de Kazerne Mechelen | 68' De Witte  | 0-1 1-1 1-2     | 23' Kumordzi 90+1' Hyland     | Van Hout Anele, Kara, Koulibaly, Tshimanga Hyland, Kumordzi, Gerkens (61' Limbombe), Gorius (87' Schrijvers) Masika, Vossen           |                      |
| 1/4 finale                                       |               |                 |                               | |                      |
| 18 december 2013 20:00 Cristal Arena Genk        | KRC Genk      | 0-0             | KV Oostende                   | Van Hout Anele, Kara, Simaeys (46' Kumordzi), Tshimanga Hyland, Gorius, Camus (74' Masika) Buffel, Vossen, Limbombe (46' Monrose)     | 73' Gorius           |
| 18 december 2013 20:00 Cristal Arena Genk        |               |                 |                               | Van Hout Anele, Kara, Simaeys (46' Kumordzi), Tshimanga Hyland, Gorius, Camus (74' Masika) Buffel, Vossen, Limbombe (46' Monrose)     | 73' Gorius           |
| 15 januari 2014 20:45 Albertparkstadion Oostende | KV Oostende   | 1-0             | KRC Genk                      | Köteles Anele, Kara, Koulibaly, Tshimanga (103' Hamalainen) Gorius (29' Kumordzi), Hyland, Camus Masika (78' Vossen), Mboyo, Monrose  | 85' Camus 99' Vossen |
| 15 januari 2014 20:45 Albertparkstadion Oostende | 97' Siani     | 1-0             |                               | Köteles Anele, Kara, Koulibaly, Tshimanga (103' Hamalainen) Gorius (29' Kumordzi), Hyland, Camus Masika (78' Vossen), Mboyo, Monrose  | 85' Camus 99' Vossen |

### Statistieken
| Nr. | Naam                   | Wed. |   |   |   |   |   |
| --- | ---------------------- | ---- | - | - | - | - | - |
| 2   | Kara Mbodj             | 3    | 0 | 0 | 0 | 0 | 0 |
| 3   | Derrick Tshimanga      | 3    | 0 | 0 | 0 | 0 | 1 |
| 5   | Kalidou Koulibaly      | 3    | 0 | 0 | 0 | 0 | 0 |
| 6   | Kim Ojo                | 1    | 1 | 0 | 0 | 1 | 0 |
| 7   | Khaleem Hyland         | 4    | 1 | 0 | 0 | 0 | 1 |
| 8   | Steeven Joseph-Monrose | 3    | 0 | 0 | 0 | 1 | 1 |
| 9   | Jelle Vossen           | 4    | 2 | 1 | 0 | 1 | 0 |
| 10  | Julien Gorius          | 3    | 0 | 1 | 0 | 0 | 2 |
| 11  | Brian Hamalainen       | 2    | 0 | 0 | 0 | 1 | 0 |
| 15  | Fabien Camus           | 3    | 0 | 1 | 0 | 1 | 1 |
| 16  | Anele Ngcongca         | 3    | 0 | 0 | 0 | 0 | 0 |
| 17  | Jeroen Simaeys         | 2    | 0 | 0 | 0 | 0 | 1 |
| 18  | Albian Muzaqi          | 0    | 0 | 0 | 0 | 0 | 0 |
| 19  | Thomas Buffel          | 1    | 0 | 0 | 0 | 0 | 0 |
| 21  | Sekou Cissé            | 0    | 0 | 0 | 0 | 0 | 0 |
| 22  | Kristof Van Hout       | 2    | 0 | 0 | 0 | 0 | 0 |
| 23  | Benjamin De Ceulaer    | 0    | 0 | 0 | 0 | 0 | 0 |
| 26  | László Köteles         | 2    | 0 | 0 | 0 | 0 | 0 |
| 35  | Anthony Limbombe       | 3    | 0 | 0 | 0 | 2 | 1 |
| 36  | Ayub Masika            | 4    | 0 | 0 | 0 | 1 | 2 |
| 37  | Jordy Croux            | 0    | 0 | 0 | 0 | 0 | 0 |
| 38  | Siebe Schrijvers       | 2    | 0 | 0 | 0 | 1 | 0 |
| 39  | Pieter Gerkens         | 1    | 0 | 0 | 0 | 0 | 1 |
| 40  | Sandy Walsh            | 1    | 0 | 0 | 0 | 0 | 0 |
| 45  | Bennard Kumordzi       | 4    | 1 | 0 | 0 | 2 | 0 |
| 99  | Ilombe Mboyo           | 1    | 0 | 0 | 0 | 0 | 0 |

## UEFA Europa League

### Wedstrijden
| UEFA Europa League                                 |                                                     |                             |                                | |                                                        |
| Wedstrijddetails                                   | Thuisploeg                                          | Uitslag                     | Uitploeg                       | Opstelling | Kaarten                                                |
| Play-off                                           |                                                     |                             |                                | |                                                        |
| 22 augustus 2013 20:30 Kaplakriki Hafnarfjörður    | FH Hafnarfjörður                                    | 0-2                         | KRC Genk                       | Köteles Anele, Koulibaly, Kara, Hamalainen Buffel, Kumordzi, Gorius, Camus (83' Limbombe) Vossen, Mboyo (74' De Ceulaer)                     | 76' De Ceulaer 88' Kara                                |
| 22 augustus 2013 20:30 Kaplakriki Hafnarfjörður    |                                                     | 0-1 0-2                     | 43' Vossen 80' Tillen (own)    | Köteles Anele, Koulibaly, Kara, Hamalainen Buffel, Kumordzi, Gorius, Camus (83' Limbombe) Vossen, Mboyo (74' De Ceulaer)                     | 76' De Ceulaer 88' Kara                                |
| 29 augustus 2013 20:00 Cristal Arena Genk          | KRC Genk                                            | 5-2                         | FH Hafnarfjörður               | Köteles Kara, Simaeys, Koulibaly, Hamalainen Hyland, Gorius (80' Kumordzi), Camus Buffel (46' Schrijvers), Vossen, De Ceulaer (17' Limbombe) |                                                        |
| 29 augustus 2013 20:00 Cristal Arena Genk          | 5' Vossen 51' Kara 57' Limbombe 60' Camus 79' Camus | 1-0 1-1 1-2 2-2 3-2 4-2 5-2 | 28' Snorrason 48' Sverrisson   | Köteles Kara, Simaeys, Koulibaly, Hamalainen Hyland, Gorius (80' Kumordzi), Camus Buffel (46' Schrijvers), Vossen, De Ceulaer (17' Limbombe) |                                                        |
| Groepsfase                                         |                                                     |                             |                                | |                                                        |
| 19 september 2013 21:05 NSK Olimpiejsky Kiev       | Dynamo Kiev                                         | 0-1                         | KRC Genk                       | Köteles Anele, Kara, Koulibaly, Tshimanga Buffel, Hyland, Kumordzi, Camus (90+2' Limbombe) Vossen (81' Monrose), Mboyo (32' Gorius)          | 62' Buffel 90+1' Camus 90+3' Köteles                   |
| 19 september 2013 21:05 NSK Olimpiejsky Kiev       |                                                     | 0-1                         | 63' Gorius                     | Köteles Anele, Kara, Koulibaly, Tshimanga Buffel, Hyland, Kumordzi, Camus (90+2' Limbombe) Vossen (81' Monrose), Mboyo (32' Gorius)          | 62' Buffel 90+1' Camus 90+3' Köteles                   |
| 3 oktober 2013 19:00 Cristal Arena Genk            | KRC Genk                                            | 2-1                         | FC Thun                        | Köteles Anele, Kara, Koulibaly, Tshimanga Kumordzi, Gorius, Camus (88' Schrijvers) Buffel (73' Limbombe), Vossen, De Ceulaer (64' Masika)    | 11' Kara 53' Koulibaly                                 |
| 3 oktober 2013 19:00 Cristal Arena Genk            | 55' Gorius 63' Vossen                               | 1-0 2-0 2-1                 | 90+3' Martínez                 | Köteles Anele, Kara, Koulibaly, Tshimanga Kumordzi, Gorius, Camus (88' Schrijvers) Buffel (73' Limbombe), Vossen, De Ceulaer (64' Masika)    | 11' Kara 53' Koulibaly                                 |
| 24 oktober 2013 19:00 Cristal Arena Genk           | KRC Genk                                            | 1-1                         | Rapid Wien                     | Köteles Anele, Kara, Koulibaly, Tshimanga Buffel (69' Masika), Gorius, Kumordzi, Camus (76' Hyland) Vossen, De Ceulaer                       | 44' Kumordzi 83' Vossen                                |
| 24 oktober 2013 19:00 Cristal Arena Genk           | 21' Gorius                                          | 1-0 1-1                     | 82' Sabitzer                   | Köteles Anele, Kara, Koulibaly, Tshimanga Buffel (69' Masika), Gorius, Kumordzi, Camus (76' Hyland) Vossen, De Ceulaer                       | 44' Kumordzi 83' Vossen                                |
| 7 november 2013 21:05 Gerhard Hanappistadion Wenen | Rapid Wien                                          | 2-2                         | KRC Genk                       | Köteles Anele, Kara, Koulibaly, Tshimanga Buffel, Gorius, Hyland, Camus (90+1' Kumordzi) Vossen, De Ceulaer                                  |                                                        |
| 7 november 2013 21:05 Gerhard Hanappistadion Wenen | 41' Boyd 45+3' Boyd                                 | 0-1 1-1 2-1 2-2             | 29' Kara 62' Buffel            | Köteles Anele, Kara, Koulibaly, Tshimanga Buffel, Gorius, Hyland, Camus (90+1' Kumordzi) Vossen, De Ceulaer                                  |                                                        |
| 28 november 2013 19:00 Cristal Arena Genk          | KRC Genk                                            | 3-1                         | Dynamo Kiev                    | Köteles Anele (54' Simaeys), Kara, Koulibaly, Tshimanga Buffel, Kumordzi (88' Gerkens), Hyland, Gorius, Camus (19' De Ceulaer) Vossen        | 44' Buffel 45+2' De Ceulaer 79' Kumordzi               |
| 28 november 2013 19:00 Cristal Arena Genk          | 18' Vossen 38' Kumordzi 41' De Ceulaer              | 0-1 1-1 2-1 3-1             | 10' Jarmolenko                 | Köteles Anele (54' Simaeys), Kara, Koulibaly, Tshimanga Buffel, Kumordzi (88' Gerkens), Hyland, Gorius, Camus (19' De Ceulaer) Vossen        | 44' Buffel 45+2' De Ceulaer 79' Kumordzi               |
| 12 december 2013 21:05 Arena Thun Thun             | FC Thun                                             | 0-1                         | KRC Genk                       | Van Hout Walsh, Kara, Simaeys, Tshimanga Masika, Gerkens, Kumordzi (85' Anele), Limbombe Schrijvers (77' Gorius), Vossen (64' Muzaqi)        | 11' Schrijvers                                         |
| 12 december 2013 21:05 Arena Thun Thun             |                                                     | 0-1                         | 31' Vossen                     | Van Hout Walsh, Kara, Simaeys, Tshimanga Masika, Gerkens, Kumordzi (85' Anele), Limbombe Schrijvers (77' Gorius), Vossen (64' Muzaqi)        | 11' Schrijvers                                         |
| 1/16 finale                                        |                                                     |                             |                                | |                                                        |
| 20 februari 2014 18:00 Dinamostadion Machatsjkala  | Anzji Machatsjkala                                  | 0-0                         | KRC Genk                       | Köteles Koulibaly, Kara, Simaeys, Hamalainen Gorius, Kumordzi (71' Mboyo), Hyland Buffel (82' Camus), Vossen, Cissé (66' De Ceulaer)         | 30' Koulibaly 74' Mboyo                                |
| 20 februari 2014 18:00 Dinamostadion Machatsjkala  |                                                     |                             |                                | Köteles Koulibaly, Kara, Simaeys, Hamalainen Gorius, Kumordzi (71' Mboyo), Hyland Buffel (82' Camus), Vossen, Cissé (66' De Ceulaer)         | 30' Koulibaly 74' Mboyo                                |
| 27 februari 2014 21:05 Cristal Arena Genk          | KRC Genk                                            | 0-2                         | Anzji Machatsjkala             | Van Hout Koulibaly (70' Anele), Simaeys, Kara, Tshimanga Gorius (73' Cissé), Kumordzi, Camus De Ceulaer, Vossen, Mboyo (58' Buffel)          | 3' Gorius 23' Vossen 56' Kara 75' De Ceulaer 87' Camus |
| 27 februari 2014 21:05 Cristal Arena Genk          |                                                     | 0-1 0-2                     | 65' Tshimanga (own) 72' Alijev | Van Hout Koulibaly (70' Anele), Simaeys, Kara, Tshimanga Gorius (73' Cissé), Kumordzi, Camus De Ceulaer, Vossen, Mboyo (58' Buffel)          | 3' Gorius 23' Vossen 56' Kara 75' De Ceulaer 87' Camus |

### Statistieken
| Nr. | Naam                   | Wed. |   |   |   |   |   |
| --- | ---------------------- | ---- | - | - | - | - | - |
| 2   | Kara Mbodj             | 10   | 2 | 3 | 0 | 0 | 0 |
| 3   | Derrick Tshimanga      | 7    | 0 | 0 | 0 | 0 | 0 |
| 5   | Kalidou Koulibaly      | 9    | 0 | 2 | 0 | 0 | 1 |
| 6   | Kim Ojo                | 0    | 0 | 0 | 0 | 0 | 0 |
| 7   | Khaleem Hyland         | 6    | 0 | 0 | 0 | 1 | 0 |
| 8   | Steeven Joseph-Monrose | 1    | 0 | 0 | 0 | 1 | 0 |
| 9   | Jelle Vossen           | 10   | 5 | 2 | 0 | 0 | 2 |
| 10  | Julien Gorius          | 10   | 3 | 1 | 0 | 2 | 2 |
| 11  | Brian Hamalainen       | 3    | 0 | 0 | 0 | 0 | 0 |
| 15  | Fabien Camus           | 9    | 2 | 2 | 0 | 1 | 6 |
| 16  | Anele Ngcongca         | 8    | 0 | 0 | 0 | 2 | 1 |
| 17  | Jeroen Simaeys         | 5    | 0 | 0 | 0 | 1 | 0 |
| 18  | Albian Muzaqi          | 1    | 0 | 0 | 0 | 1 | 0 |
| 19  | Thomas Buffel          | 9    | 1 | 2 | 0 | 1 | 4 |
| 21  | Sekou Cissé            | 2    | 0 | 0 | 0 | 1 | 1 |
| 22  | Kristof Van Hout       | 2    | 0 | 0 | 0 | 0 | 0 |
| 23  | Benjamin De Ceulaer    | 8    | 1 | 3 | 0 | 3 | 2 |
| 26  | László Köteles         | 8    | 0 | 1 | 0 | 0 | 0 |
| 35  | Anthony Limbombe       | 5    | 1 | 0 | 0 | 4 | 0 |
| 36  | Ayub Masika            | 3    | 0 | 0 | 0 | 2 | 0 |
| 37  | Jordy Croux            | 0    | 0 | 0 | 0 | 0 | 0 |
| 38  | Siebe Schrijvers       | 3    | 0 | 1 | 0 | 2 | 1 |
| 39  | Pieter Gerkens         | 2    | 0 | 0 | 0 | 1 | 0 |
| 40  | Sandy Walsh            | 1    | 0 | 0 | 0 | 0 | 0 |
| 45  | Bennard Kumordzi       | 10   | 0 | 2 | 0 | 2 | 3 |
| 99  | Ilombe Mboyo           | 4    | 0 | 1 | 0 | 1 | 3 |

### Groepsfase Europa League
| Groep C | Groep C     | Groep C | Groep C | Groep C | Groep C | Groep C | Groep C | Groep C | Groep C |
|         |             | P       | W       | G       | V       | +       | -       | DS      | Ptn     |
| ------- | ----------- | ------- | ------- | ------- | ------- | ------- | ------- | ------- | ------- |
| 1.      | KRC Genk    | 6       | 4       | 2       | 0       | 10      | 5       | +5      | 14      |
| 2.      | Dynamo Kiev | 6       | 3       | 1       | 2       | 11      | 7       | +4      | 10      |
| 3.      | Rapid Wien  | 6       | 1       | 3       | 2       | 8       | 10      | −2      | 6       |
| 4.      | FC Thun     | 6       | 1       | 0       | 5       | 3       | 10      | −7      | 3       |

## Afbeeldingen

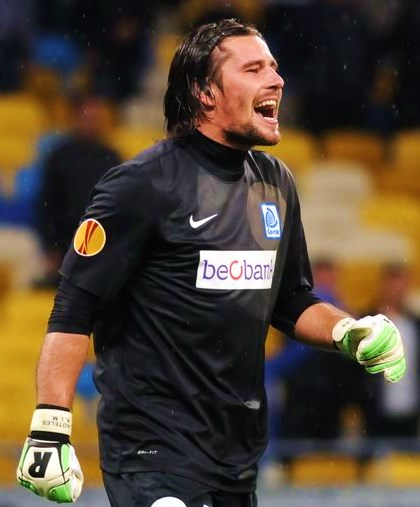
László Köteles (doelman)
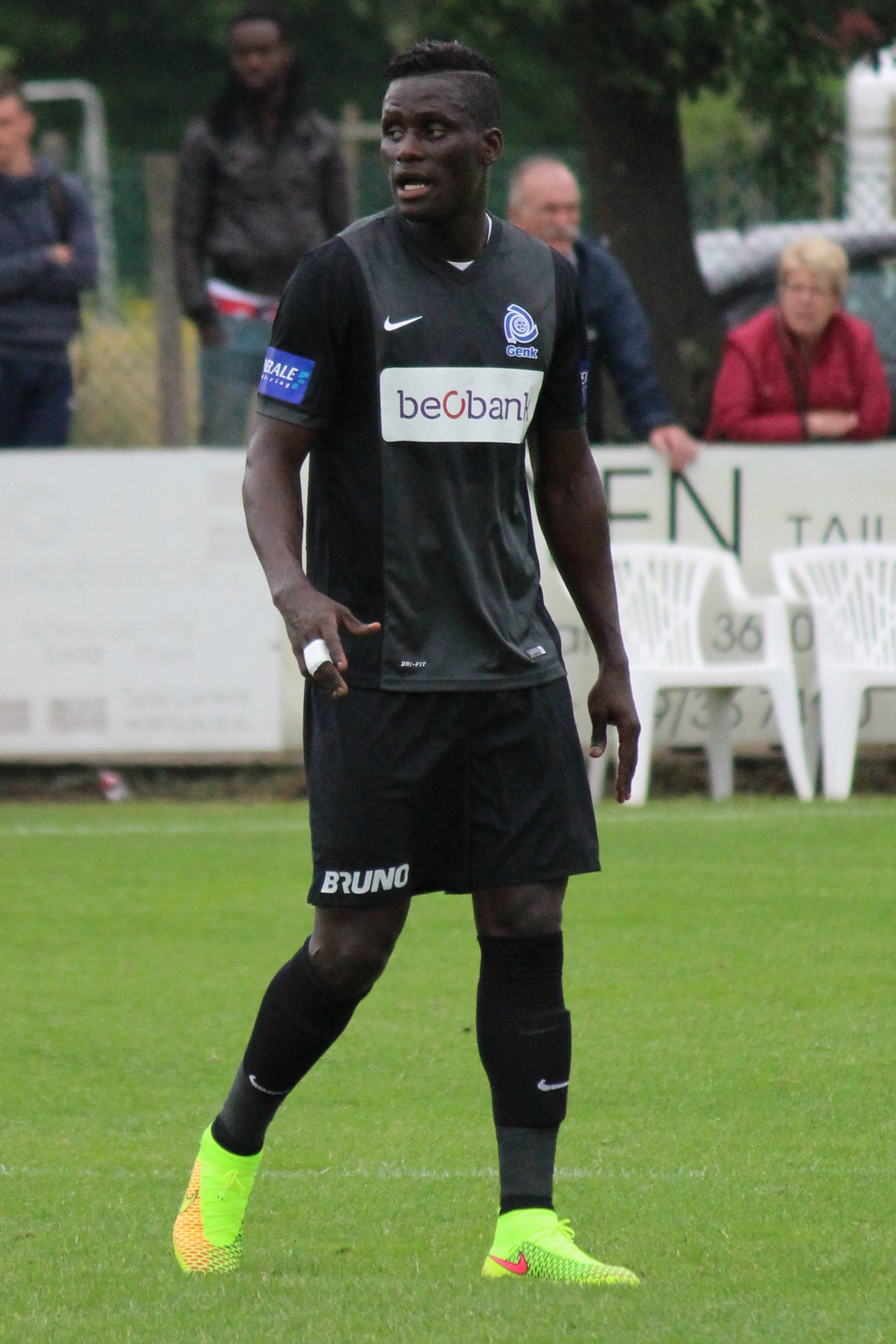
Kara Mbodj (verdediger)
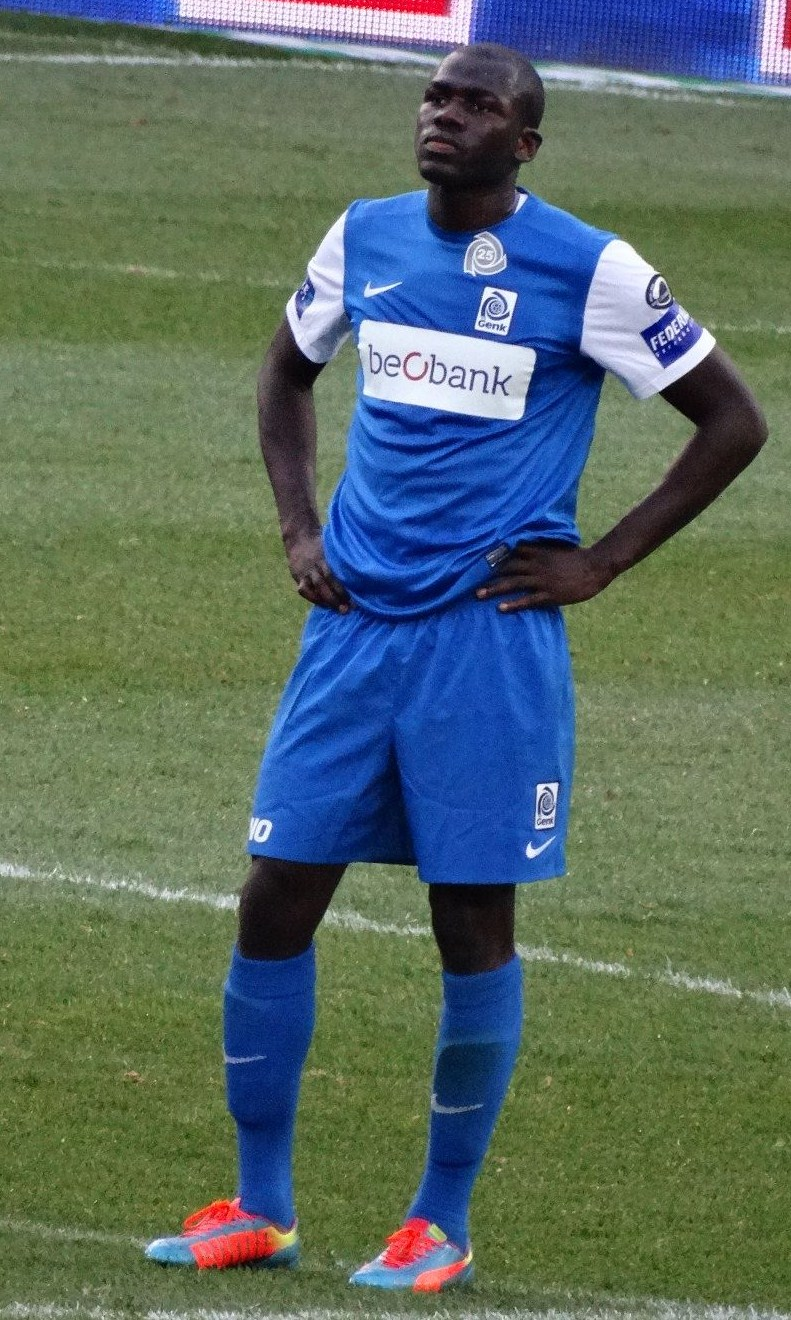
Kalidou Koulibaly (verdediger)
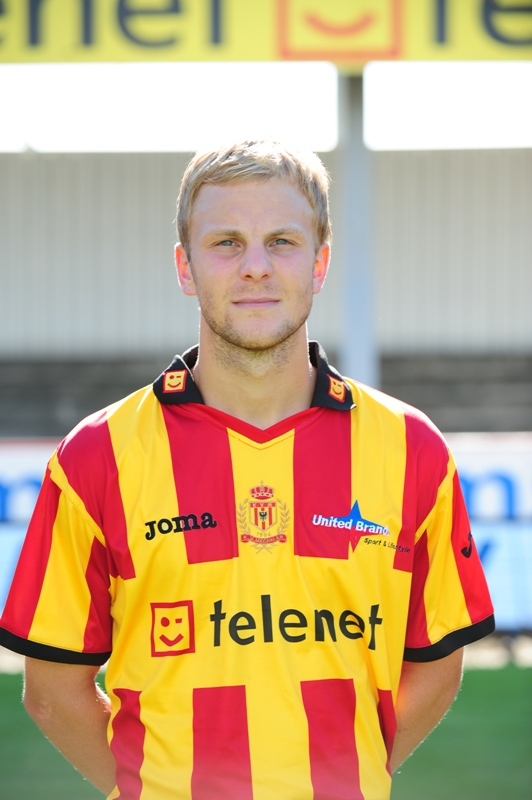
Julien Gorius (middenvelder)
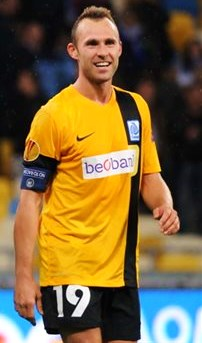
Thomas Buffel (middenvelder)
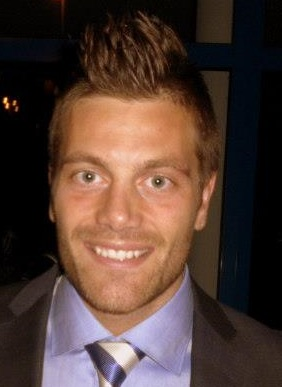
Benjamin De Ceulaer (aanvaller)
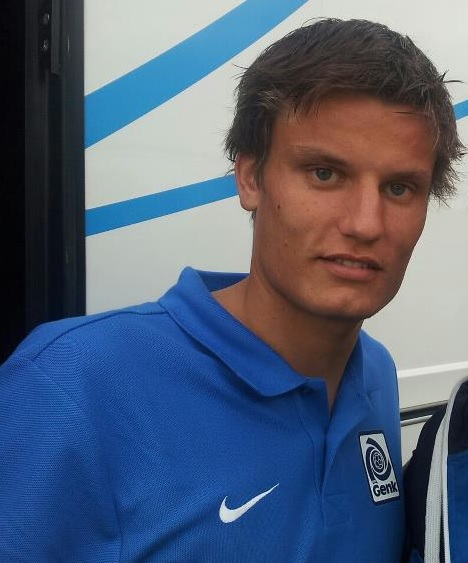
Jelle Vossen (aanvaller)
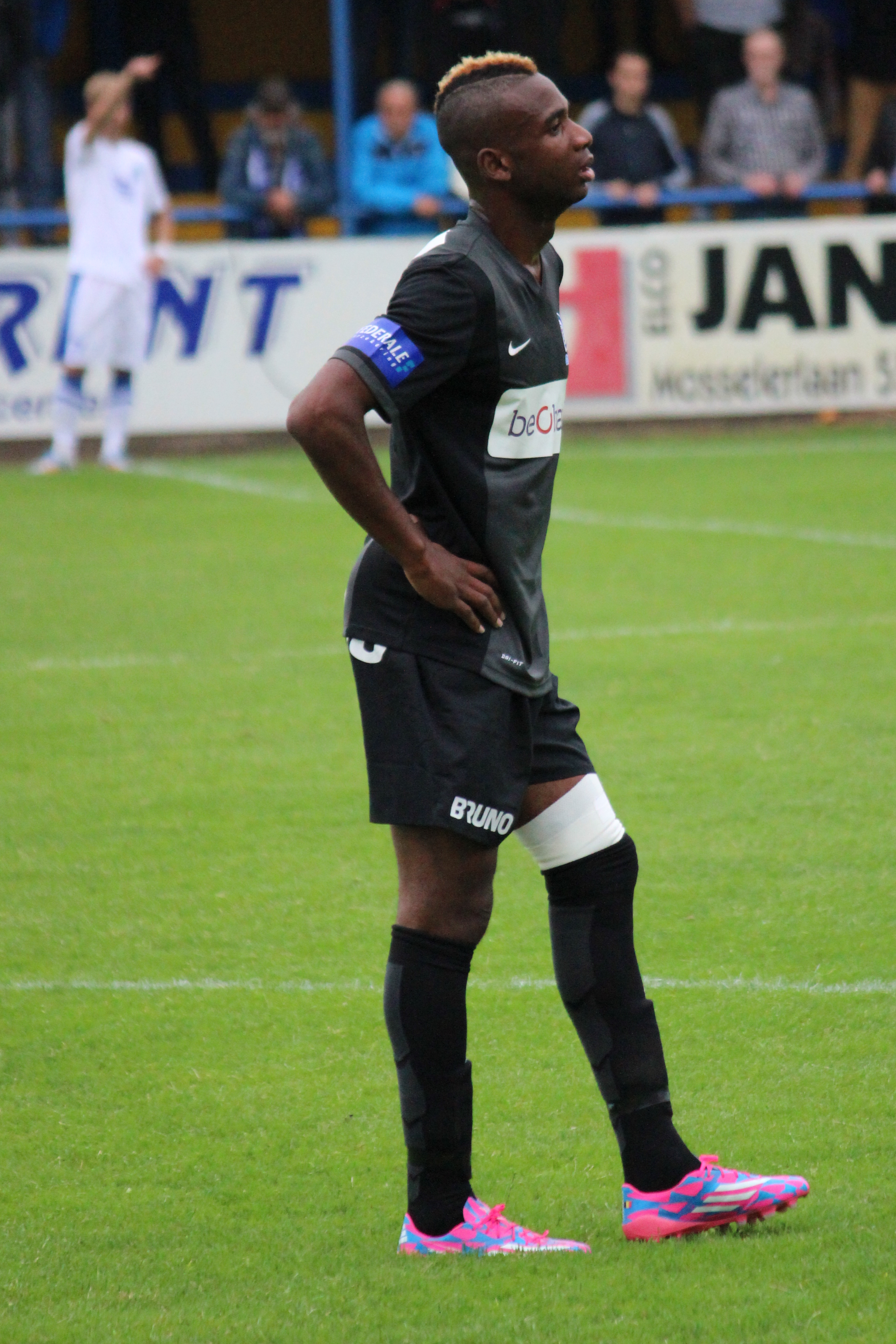
Ilombe Mboyo (aanvaller)